# Akari Kurishima
Akari Kurishima (栗島 朱里 Kurishima Akari?, nacido el 14 de septiembre de 1994 en Chiba) es una futbolista japonesa que juega como centrocampista.
En 2019, Kurishima jugó para la selección femenina de fútbol de Japón.

## Trayectoria

### Clubes
| Club       | País  | Año    |
| ---------- | ----- | ------ |
| Urawa Reds | Japón | 2013 - |

### Selección nacional
| Selección | País  | Año    |
| --------- | ----- | ------ |
| Absoluta  | Japón | 2019 - |

## Estadística de carrera
| Selección de Japón | Selección de Japón | Selección de Japón |
| Año                | Part.              | Goles              |
| ------------------ | ------------------ | ------------------ |
| 2019               | 1                  | 0                  |
| Total              | 1                  | 0                  |